# Bathypogon tristis
Bathypogon tristis là một loài ruồi trong họ Asilidae. Bathypogon tristis được White miêu tả năm 1914. Loài này phân bố ở miền Australasia.